# NGC 1
NGC 1 (również PGC 564 lub UGC 57) – galaktyka spiralna (SA(s)b), oddalona o około 210 milionów lat świetlnych od Ziemi, położona w gwiazdozbiorze Pegaza. Odkrył ją Heinrich Louis d’Arrest 30 września 1861 roku, zaś John Dreyer skatalogował ją jako pierwszy obiekt w New General Catalogue.
Jest nieco większa od Drogi Mlecznej, jej średnica szacowana jest na 130 tys. lat świetlnych. Na ziemskim niebie tworzy optyczną parę z NGC 2, jednak w rzeczywistości galaktyki te znajdują się daleko od siebie i nie są ze sobą fizycznie związane.